# Conclaaf van 1276 (juli)
Het tweede conclaaf van 1276, dat plaatsvond in juli, volgde op de dood van paus Innocentius V die slechts 5 maanden en één dag paus was.

## Voorgeschiedenis
De invoering van de apostolische constitutie Ubi periculum door paus Gregorius X had ertoe geleid dat het eerste conclaaf van 1276 in januari slechts 1 dag had geduurd. Dit stond in scherp contrast met de verkiezing van Gregorius X zelf: zijn verkiezing had geleid tot een sedisvacatie van 1214 dagen. Ook voor het tweede conclaaf van 1276 zou Ubi periculum van toepassing zijn.

## Conclaaf
De locatie van het conclaaf was het Lateraans Paleis in Rome. In totaal waren er 14 kiesgerechtigde kardinalen, waarvan één –Simon de Brion, de latere paus Martinus IV- niet aanwezig was. Ondanks het verbod op beïnvloeding door wereldlijke leiders probeerde Karel van Anjou, op dat moment senator van Rome, zijn invloed te doen laten gelden. Zijn voorkeur ging uit naar een Franse kandidaat. Om dit doel te bereiken droeg Karel er zorg voor, dat het de Franse kardinalen tijdens het conclaaf qua voeding aan niets ontbrak, terwijl de Italiaanse kardinalen genoegen moesten nemen met water en brood.
Na een conclaaf van 9 dagen viel de uiteindelijke keuze toch op een Italiaanse kardinaal; Ottobono Fieschi die de naam Adrianus V aannam als eerbetoon aan de enige Engelse paus ooit, Adrianus IV.

## Nasleep
Na zijn verkiezing vertrok Adrianus V direct naar Viterbo, waar hij 38 dagen later zou overlijden. Bij zijn dood op 18 augustus 1276 was hij nog niet gekroond. Ook de geldigheid van zijn pausschap heeft aanleiding gegeven tot twijfel, omdat Adrianus V bij zijn dood noch tot priester, noch tot bisschop was gewijd. Zijn naam werd echter toch opgenomen in de lijst van pausen.
Een opmerkelijke daad van Adrianus was, dat hij mondeling aangaf het decreet Ubi periculum te willen annuleren. Door zijn korte pontificaat werd dit nooit schriftelijk bevestigd en bleef het decreet tijdens het derde conclaaf van 1276 van kracht.
| Duur           | 9 dagen              |
| Kieskardinalen | 14                   |
| -------------- | -------------------- |
| Aanwezig       | 13                   |
| Afwezig        | 1                    |
| Italië         | 9                    |
| Frankrijk      | 3                    |
| Portugal       | 1                    |
| Overleden Paus | Innocentius V (1276) |
| Nieuwe Paus    | Adrianus V (1276)    |